# Корж, Валерий Степанович
Валерий Степанович Корж — советский хозяйственный и государственный деятель, лауреат Государственной премии СССР за выдающиеся достижения в труде.

## Биография
Родился в 1946 году в Полтавской ССР. Член КПСС.
После демобилизации из Советской армии был полупрофессиональным футболистом, выступал за команду «Локомотив» из Гребёнки.
В 1966—1991 годах — слесарь цеха топливной аппаратуры локомотивного депо Гребенки Полтавской области Украинской ССР.
Дважды почётный железнодорожник. Член ЦК профсоюза работник железнодорожного транспорта.
За большой личный вклад в повышение эффективности использования автомобильного и ж/д транспорта был в составе коллектива удостоен Государственной премии СССР за выдающиеся достижения в труде 1983 года.
Делегат XXVII съезда КПСС.
Жил в Гребёнке.

## Награды
- Орден Трудовой Славы II степени
- Орден Трудовой Славы III степени